# Gniazdowo (województwo pomorskie)
Gniazdowo (niem. Schönhorst) – wieś w Polsce położona w województwie pomorskim, w powiecie nowodworskim, w gminie Ostaszewo na obszarze Żuław Wiślanych.
Wieś królewska położona była w II połowie XVI wieku w województwie malborskim. W latach 1975–1998 miejscowość administracyjnie należała do województwa elbląskiego.

## Zabytki
Według rejestru zabytków NID na listę zabytków wpisany jest dom podcieniowy nr 28/29, szach., 1 poł. XIX, nr rej.: A-731 z 21.12.1972. 